# James Ronald Chalmers
James Ronald Chalmers (11 janvier 1831 – 9 avril 1898) était un homme politique américain qui fut brigadier-général dans l'Armée des États confédérés lors de la guerre de Sécession.

## Ses écrits
- The storming of Fort Pillow : a personal explanation ; James R Chalmers; Washington : 1879. (OCLC 18345581)
- The probate law and practice in the courts of Mississippi and Tennessee ; James R Chalmers; Rochester, N.Y. : Lawyer's Co-operative Pub. Co., 1890. (OCLC 60725599)
- The opinions of the fathers upon the power and duty of the general government to make internal improvements.  ; James R Chalmers ; Washington, D.C., 1878. (OCLC 11478627)